# Bevidsthed
Bevidsthed er evnen til at opleve noget. Et menneske har bevidsthed, men en sten har ikke bevidsthed. Det vil sige: Et menneske kan opleve noget, men en sten kan ikke opleve noget.
Ud fra denne grundlæggende betydning har andre betydninger udviklet sig. Når man for eksempel siger ”Han har ingen miljøbevidsthed”, bruges ”bevidsthed” i betydningen ”opmærksomhed”. Bevidstheden kan være mere eller mindre koncentreret om eller fokuseret på bestemte fænomener.
Menneskets bevidsthed kan både være rettet mod noget i den ydre verden via sanserne og mod noget i den indre verden, mod sig selv. Med hensyn til det sidste adskiller menneskets bevidsthed sig fra dyrenes bevidsthed (for så vidt som de har bevidsthed), idet dyrene ikke har selvbevidsthed. Rodney Cotterill definerer selvbevidsthed som evnen til at undersøge sine egne tanker.
”Bevidsthed” bruges ikke alene om oplevelse, men også om oplagring af oplevelse i form af erindringer, viden og færdigheder. På den måde kommer ”bevidsthed” til at være identisk med ”sjælen” eller ”psyken”. ”I dag kalder vi sjælen bevidsthed i videnskaben.”  (Sam Parnia)
Websters internationale ordbog definerer bevidsthed som totaliteten af sansninger, erkendelser, følelser, vilje, ideer, tanker og holdninger; noget der er adskilt fra det fysiske. På baggrund af denne forståelse af bevidsthed har nogle skelnet mellem ”jeget” og ”bevidstheden”, således at jeget er det, der oplever, mens bevidstheden er det i psyken, der kan opleves eller opfattes af jeget, for eksempel tanker.

## Etymologi
Ordet ”bevidsthed” kommer af det tyske ”Bewusstsein”, der er afledt af det middelhøjtyske ”bewissen”, der betyder ”havende viden om noget”. ”Bewusstsein” er endvidere en oversættelse af det latinske ”conscientia” (medviden, samvittighed), der igen er en oversættelse af det græske ”syneidesis” (συνείδησις) (medviden, samvittighed).

## Bevidsthedsbegrebet i filosofien

### Dualismen
Den franske filosof René Descartes (1596-1650) er kendt for at have formuleret det klassiske dualistiske standpunkt med hensyn til sjæl-legeme problemet: Sjælen og legemet er væsensforskellige; de tilhører to forskellige substanser. Dermed understreger han, at bevidstheden (sjælen) grundlæggende er noget ikke-materielt eller ikke-fysisk. Den tilhører den uudstrakte, tænkende substans (res cogitans), mens legemet tilhører den udstrakte substans (res extensa).

### Materialismen
Hos den engelske filosof Thomas Hobbes (1588-1679) møder vi et modsat filosofisk standpunkt med hensyn til sjæl-legeme problemet, nemlig materialisme. Hobbes mener, at bevidstheden grundlæggende er noget materielt (sanseorganer, nervebaner, nerver, hjernestof, osv.). Bevidsthedstilstande er fremkaldt af noget materielt.
Det materialistiske synspunkt ligger til grund for behaviorismen, en psykologisk retning i 1900-tallet, der også var en filosofisk retning. Behaviorismen regner bevidstheden for at være en illusion. Der findes kun adfærd, og det, vi kalder bevidsthed, er blot udtryk for nogle adfærdstræk. Hvis man for eksempel siger ”Poul er vred”, så har man dermed ikke udtalt sig om en bevidsthedstilstand. Man har blot udtalt sig om en bestemt ydre adfærd: Poul råber højt, Poul slår i bordet, Poul er rød i hovedet. Det såkaldt indre er i virkeligheden noget ydre, og derfor er der i realiteten ikke noget indre og dermed ingen ”bevidsthed”.

### "Det hårde problem om bevidsthed"
Nogle filosoffer har peget på træk ved bevidstheden, som gør det problematisk at behandle den med videnskabelig objektivitet. Først og fremmest er bevidsthedstilstande private, subjektive tilstande, som er knyttet til private, oplevende mennesker. Bevidsthedstilstande er ikke offentligt tilgængelige, hvilket er et krav i videnskaben. Vi kan ikke få en objektiv viden om bevidsthedstilstande.
Den amerikanske filosof Thomas Nagel (f. 1937) har et berømt eksempel på dette problem: ”Hvordan er det at være en flagermus?” Det er titlen på en artikel, hvori Nagel spørger, hvordan en flagermus egentlig oplever. Flagermusen har sonarsans – det vil sige, at den orienterer sig ved at udsende bestemte lyde. Den lokaliserer sit bytte ved at udsende en sonarstråle, som sendes tilbage fra byttet som et ekko (ekkolokalisering). Hvis man vil undersøge dette fænomen naturvidenskabeligt, så vil man undersøge, hvad der sker i hjernen, når flagermusen udsender sine lyde. Man vil dissekere dens hjerne, undersøge cellerne og molekylerne i hjernen, og så videre.
Men hvis vi antager, at flagermusen har en slags bevidsthed, hvordan kan vi så komme fra den objektive viden om dens hjerne til en viden om, hvordan verden opleves, når man har en sonarsans? Hvad oplever flagermusen? Hvordan er det at være en flagermus? Dén viden kan vi aldrig få gennem naturvidenskaben, for det er flagermusens subjektive viden, siger Nagel.
Nagel behandler spørgsmålet, hvordan bevidsthed føles. Noget andet er spørgsmålet, hvorfor der i det hele taget eksisterer bevidsthed. Selve bevidstheden er et stort mysterium. Den australske filosof David Chalmers (f. 1966) er ophavsmand til vendingen ”det hårde problem om bevidsthed” (”the hard problem of consciousness”). Han tager udgangspunkt i materialismen (fysikalismen), som siger, at der kun findes materielt stof. Han stiller nu spørgsmålet: Hvordan kan noget fysisk (fysiske processer) forårsage bevidsthed, personlig oplevelse, en indre følelse, en kvalitet, som vi overhovedet ikke kan iagttage noget sted i den fysiske verden? Chalmers siger: ”Der bred enighed om, at oplevelse kommer fra en fysisk basis, men vi har ingen god forklaring på, hvorfor og hvordan den kommer.” 
Chalmers er endvidere kendt for sit tankeeksperiment om ”den filosofiske zombie”. Han forestiller sig, at enhver person kan være en zombie – altså en, der ser ud og handler præcist som enhver anden i det ydre, men uden at opleve noget overhovedet i det indre. Han forestiller sig også, at han selv har en ”zombietvilling”: ”Jeg ved, at jeg er bevidst, og den viden er baseret alene på min umiddelbare oplevelse. … Set fra en 1. persons synsvinkel er min zombietvilling og jeg meget forskellige: Jeg har oplevelser, og han har ikke. ”  Med sit tankeeksperiment vil Chalmers understrege, at en oplevelse ikke kan forklares alene ud fra fysiske egenskaber. Oplevelsen er subjektiv, uløseligt forbundet med det oplevende subjekt, der møder den "fra indersiden", fra et 1. persons perspektiv ("Jeg har en stikkende tandpine!") Andre personer har et objektivt eller et 3. persons perspektiv på oplevelsen ("Peter ser ud til at have en stikkende tandpine.") De oplever ikke Peters tandpine.

### Panpsykismen
Panpsykisme (fra græsk '”pan”' (πᾶν), ”alt”, og ”'psyche” (ψυχή), ”sjæl”) er en filosofisk opfattelse, der går ud på, at bevidsthed eller sjæl er et grundlæggende træk ved alt stof i den fysiske verden, at bevidsthed gennemtrænger alt stof.
Panpsykismen er en af de ældste filosofiske teorier. Den findes mere eller mindre udtalt hos filosoffer som Thales, Platon, Spinoza og Leibniz. Den var meget fremme i 1800-tallet (i romantikken), men fik et tilbageslag med fremkomsten af den logiske positivisme. Den har imidlertid fået en vis renæssance med den fornyede interesse for ”det hårde problem om bevidsthed.”
Teorien siger, at subjektiv oplevelse findes overalt i naturen, idet der dog skelnes mellem bevidstheden hos mennesket og bevidstheden på et mere elementært fysisk niveau, for eksempel i atomer og kvarker, som har et minimalt niveau af bevidsthed.
Bevidsthed er altså ifølge panpsykismen vævet ind i alt stof – fra de mindste partikler til de største organismer. Bevidsthed er et grundlæggende træk ved alt fysisk stof. Selv i de mindste partikler findes dette grundlæggende ægteskab mellem det fysiske og det bevidsthedsmæssige.

## Hjernen og bevidstheden
De materialistiske filosoffer har set hjerneforskningens resultater som en støtte for deres synspunkt: at bevidstheden dybest set er noget materielt. I hjerneforskningen er der udviklet en bestemt scannings-teknologi, således at man kan se, hvad der sker i en persons hjerne, når vedkommende har bestemte tanker og forestillinger.. Når der sker noget i bevidstheden, sker der tilsyneladende altid noget i hjernen samtidigt. Hver gang en person oplever noget bestemt, foregår der nogle bestemte mønstre af aktivitet i personens hjerne, og det er disse mønstre af hjerneaktivitet, der skaber personens bevidste oplevelse, mener de materialistiske filosoffer. Hvis for eksempel en person oplever et indre ønske om en kop kaffe, skyldes dette ønske en affyring af bestemte nerveceller i bestemte områder af hjernen. Bevidsthed er et resultat af komplekse processer i hjernen, og til sidst vil vi opdage årsagen til bevidsthed ved at studere den hjerneaktivitet, der svarer til bevidsthedstilstandene.
De materialistiske filosoffer fremhæver, at hvis der ændres på forhold i forbindelse med hjernen, ændres der også på forhold i forbindelse med bevidstheden. Hvis der foretages lobotomi (”det hvide snit”) i hjernen, ændres bevidstheden på den måde, at personen bliver mere rolig og ligeglad. Hvis temporallapperne (tindingelapperne) ikke får tilført blod, kan det resultere i forestillingen om at se sit liv ”passere revy”. Hvis der tilføres psykedeliske (bevidsthedsudvidende) stoffer (for eksempel LSD) til hjernen, forandres bevidsthedens oplevelse af verden drastisk. Hvis der slukkes for hjernen, slukkes der også for bevidstheden. Disse iagttagelser leder for disse filosoffer frem til den konklusion, at bevidsthed ikke er andet end fysiske processer i hjernen og centralnervesystemet.
De dualistiske filosoffer på den anden side fremhæver, at hjerneforskningen ikke har ført et egentligt bevis for, at bevidstheden er et produkt af hjernen. At hjernen skaber bevidstheden, er ikke en videnskabelig kendsgerning, men en filosofisk hypotese, en antagelse, siger de. Ingen hjerneforsker har kunnet forklare, hvordan hjernen skaber bevidsthed, eller angive, hvilke præcise mekanismer der omdanner hjerneaktivitet til bevidsthed. 
Et argument, som de dualistiske filosoffer ofte bruger, går ud på at sammenligne hjernen med et tv-apparat. Et sådant apparat viser udsendelser med billeder og lyde. At tv-apparatet viser disse udsendelser, betyder ikke, at udsendelserne bliver produceret af tv-apparatet. De bliver produceret et andet sted – på en tv-station – og bliver via en satellit og tv-apparatets antenne sendt ind i apparatet. Man kan ganske vist påvirke billederne og lydene ved hjælp af apparatet. Man kan ændre på lysstyrken og skrue op eller ned for lyden. Men selve udsendelserne bliver ikke produceret af tv-apparatet. De bliver produceret på tv-stationen. 
Tv-apparatet er altså ikke producent af udsendelserne. Den er blot en formidler, selv om den til en vis grad kan påvirke oplevelsen af udsendelserne. På samme måde producerer hjernen ikke bevidstheden, selv om den til en vis grad kan påvirke bevidstheden. Hjernen er en formidler af bevidstheden.
En del af problemet med forholdet mellem hjernen og bevidstheden er, at hjerneaktivitet og bevidsthed ikke kan skilles ad. De er samtidige. Man kan ikke slå den ene fra og studere den anden. De er tæt forbundet på en kompliceret måde. Det er som med ægget og kyllingen: Hvad kommer først? Er det hjernen, der styrer bevidstheden, eller er det bevidstheden, der styrer hjernen? Producerer hjernen bevidstheden, eller er den blot en formidler af bevidstheden?
Den filosofiske strid mellem dualismen og materialismen er ikke blevet afgjort af hjerneforskningen. Problemet om, hvordan sjæl og legeme - det psykiske og det somatiske - forholder sig til hinanden, består.

## Bevidsthedsbegrebet i dybdepsykologien
Dybdepsykologi er den del af psykologien, der antager, at der findes et eller flere dybere, ubevidste lag i personligheden, og som har teorier om disse ubevidste lag. Indenfor dybdepsykologien er ”bevidstheden” eller ”det bevidste” en betegnelse den del af psyken, som personens jeg (ego) har kontakt med – er bevidst om, så at sige. Udtrykket ”ubevidst” bruges tilsvarende om de indhold i personligheden (følelser, tanker, forestillinger, ønsker, impulser, drifter, erfaringer, traumer, processer), som ikke er tilgængelige for det jeg, der oplever. Det ubevidste kan altså ikke opleves og iagttages (direkte) af jeget. Alligevel eksisterer det som en del af den samlede personlighed.

### Sigmund Freud
Den første, der gav en systematisk redegørelse for begrebet ”det ubevidste”, var den østrigske læge Sigmund Freud (1856-1939). Han brugte betegnelsen ”ubevidst” om alt det, som individet ikke vil vedkende sig (for eksempel bestemte seksuelle impulser), og som således forvises til det ubevidste - den del af personligheden, som individet ikke er i stand til at opleve. Det ubevidste er med andre ord de sider af personligheden, som er ukendte for individet selv.
Et nøglebegreb hos Freud er fortrængning - en betegnelse for en ubevidst undertrykkelse af negative oplevelser, følelser og tanker. «Anstødelige» driftskrav og fantasier fortrænges, da en bevidst erkendelse af dem ville medføre skyldfølelse og angst. Generelt kan man sige, at alle ønsker, traumer og impulser, som er uforenelige med individets billede af sig selv, fortrænges til det ubevidste.
Det ubevidste kan ikke iagttages direkte, men det kommer til udtryk indirekte, i forklædt form, gennem fobier, drømme, fortalelser, vitser, fysiske symptomer, osv. For eksempel kan en pige, der har været udsat for et seksuelt overgreb i en butik, udvikle en angst for at gå i butikker, men selve overgrebet husker hun ikke.
Freud fremhæver drømme som ”kongevejen til det ubevidste”. Det, man drømmer om natten, fungerer som en opfyldelse af ens ”forbudte” ønsker. Det kan for eksempel være en drengs ønske om at udkonkurrere sin far for at få sin mors fulde opmærksomhed.
Det ubevidste ser Freud altså som et kælderlokale i personligheden, et sted hvor forbudte og uerkendte drifter holder til. Især seksualitet og aggression ser han som drifter, der er henvist til det ubevidste, men som alligevel – ubevidst - styrer personens handlinger.

### Carl Gustav Jung
Ligesom Freud delte den schweiziske psykiater Carl Gustav Jung (1875-1961) psyken op i to dele: en bevidst del (”bevidstheden”) og en ubevidst del (”det ubevidste”). ”Bevidstheden” er hans betegnelse for de psykiske indhold, som er umiddelbart tilgængelige for jeget. Tilsvarende består ”det ubevidste” af de dele af psyken, som jeget normalt ikke har kontakt med. Jeget kan dog under særlige omstændigheder få kontakt med ubevidste lag i psyken, for eksempel når personen drømmer eller får intuitive indfald.
Jung betegner jeget som bevidsthedens centrum. Jeget er en betingelse for bevidsthed (det at noget er bevidst), for et psykisk indhold er kun bevidst, hvis jeget kan opfatte det. Jeget er dermed bevidsthedens subjekt.
Det ubevidste deler han igen op i to dele: det personlige ubevidste og det kollektive ubevidste. Det personlige ubevidste er de psykiske indhold, der er specifikke for den enkelte person. Det er de indhold, der er blevet oplagret i det ubevidste i løbet af personens liv. Det kan for eksempel være fortrængte traumer fra barndommen.
Det kollektive ubevidste er de psykiske indhold, der er fælles for alle mennesker. Det er de indhold, der er formidlet til personen (til alle personer) gennem nedarvning og tradition. Det er aflejringen af forfædrenes liv. Det kan for eksempel være et dyrisk instinkt som kampinstinktet eller en religiøs forestilling som Gudsforestillingen.

## Bevidsthedsformer
Bevidstheden kan antage forskellige former, hvilket vil sige, at der findes grundlæggende forskellige måder at opleve på. Her skal nævnes fire bevidsthedsformer, også kaldt bevidsthedstilstande: dagsbevidstheden, drømmebevidstheden, meditationsbevidstheden og den transpersonelle bevidsthed.

### Dagsbevidstheden
Dagsbevidstheden er den bedst kendte bevidsthedsform. Det er den man har, når man er vågen. Den er kendetegnet ved orden, logik og klarhed, og den er fortrinsvis rettet mod den ydre verden (men kan også være rettet mod den indre verden).

### Drømmebevidstheden
Drømmebevidstheden er i højere grad præget af uorden. Begivenhederne i drømme følger ikke altid en kronologisk eller logisk rækkefølge. Ofte indtræder der bizarre eller fantastiske forstyrrelser i handlingsgangen. Man kan flyve, man kan flytte sig til andre steder på et splitsekund, man kan slås med tigre.

### Meditationsbevidstheden
Meditation er et forsøg på at opnå en særlig bevidsthedsform, der er frigjort fra almindelig rationel, analytisk tænkning, og som er kendetegnet ved indre stilhed og afspænding. Ved at koncentrere sin opmærksomhed om en enkelt ting (åndedrættet, et ord (et mantra), en genstand) forsøger man at standse tankemylderet i bevidstheden for at opnå en ”højere bevidsthed”. Den efterstræbte bevidsthedstilstand er karakteriseret ved ikke-vurderende opmærksomhed uden tankemæssig analyse.

### Den transpersonelle bevidsthed
Transpersonel bevidsthed er betegnelsen for den bevidsthed, som går ud over den individuelle psykes grænser og den almindelige verdens grænser. Det er samtidig den bevidsthedsform, der er mest forskellig fra dagsbevidstheden. I den transpersonelle bevidsthed opleves det som om identiteten udvider sig ud over det individuelle og omfatter menneskeheden, livet eller kosmos. Ifølge Stanislav Grof er transpersonel bevidsthed kendetegnet ved individets følelse af, at dets bevidsthed udvider sig ud over de sædvanlige grænser for jeget, rummet og tiden. Transpersonel bevidsthed opleves typisk i forbindelse med usædvanlige oplevelser som nærdødsoplevelser eller meditationens ekstase.
Den britiske forfatter Paul Brunton (1898-1981) siger, at bevidstheden eller identitetsfølelsen dybest nede – i sin rod – er noget guddommeligt, at ”sindets oprindelse skyldes en transcendental kilde.”  I sin bog Bag Indiens lukkede døre (A Search in Secret India (1934)) beretter han om en transpersonel oplevelse, som han engang fik i forbindelse med en meditation. Han oplevede, at han kom tilbage til "roden", at hans større, guddommelige jeg blev vakt til bevidsthed. Jeget eksisterede stadig, men det var et forandret, et strålende og ophøjet altfavnende jeg. Og dette jeg var det egentlige jeg, oplevede han.
Hans transpersonelle bevidsthed var en bevidsthed uden tanker: ”Tanken slukkes, som et lys der pustes ud.” Men der skete ikke noget tab af bevidsthed. Tværtimod blev hans opfattelsesevne bredere og gik ud over det personliges grænser.
Den britisk-amerikanske forfatter Anita Moorjani oplevede under en nærdødsoplevelse ligeledes, at hun fik transpersonel bevidsthed. Hun beskriver det således: ”Efterhånden som mine følelser blev trukket væk fra omgivelserne, begyndte jeg at lægge mærke til, hvordan jeg hele tiden udvidede mig og fyldte rummet ud, indtil der ikke var nogen adskillelse mellem mig og alt andet. Jeg omfattede – nej, jeg blev til - alt og alle. … Min sjæl … udvidede sig længere og længere udad, indtil den ikke kun omfattede denne eksistens, men fortsatte med at brede sig ind i en anden dimension, der ligger hinsides rum og tid, men samtidig også omfatter dem begge.” 
”Transpersonel bevidsthed” ligger i betydning tæt op ad kosmisk bevidsthed.